# Hotelul Furnica din Sinaia
Hotelul Furnica din Sinaia este un monument istoric aflat pe teritoriul orașului Sinaia.